# Бабрунгас (река)
Бабрунгас (лит. Babrungas) — река в Литве в Жемайтии, на территории Плунгского района, в Жемайтийской возвышенности, правый приток Минии.

## География

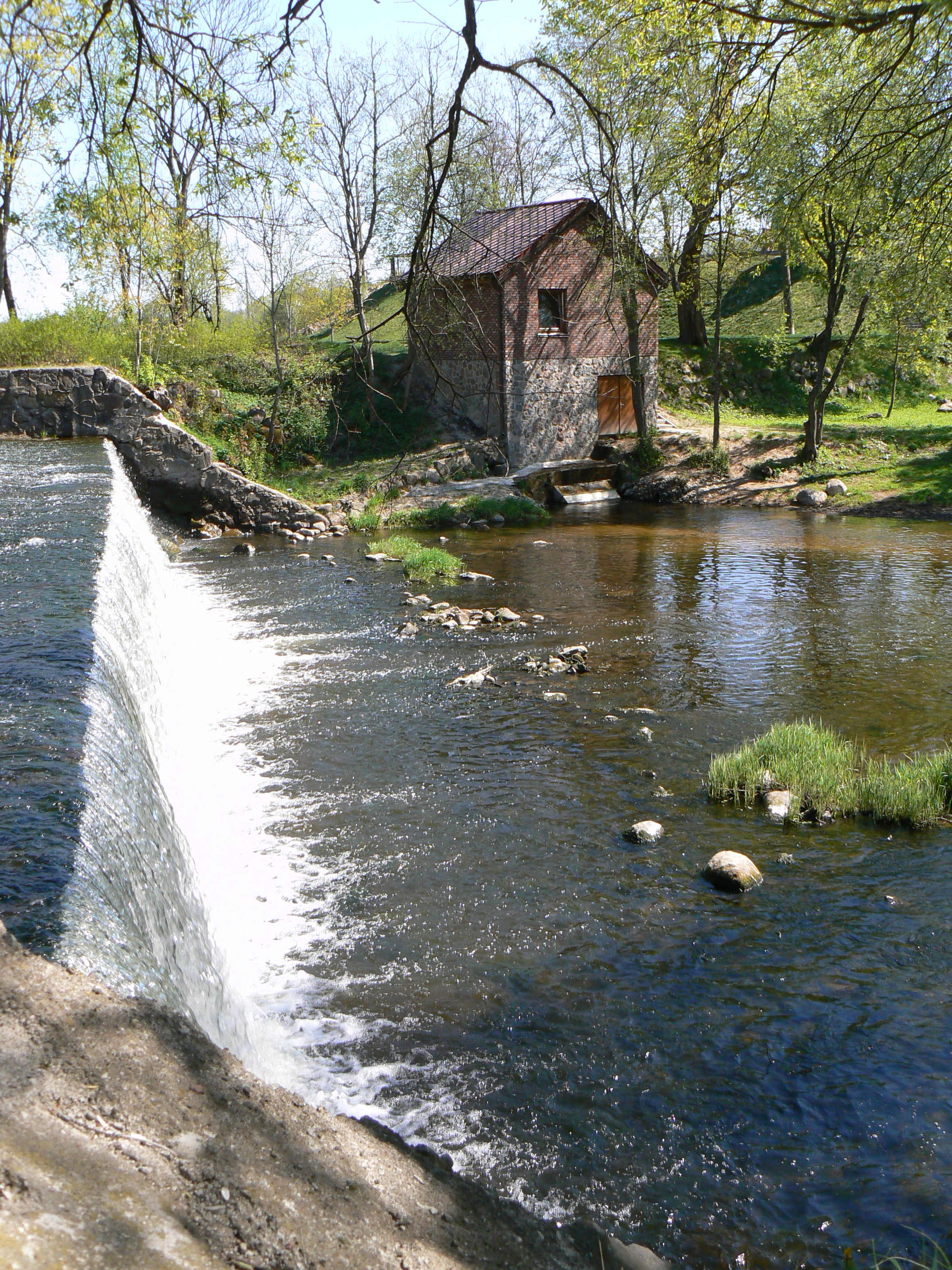
Водоскат в городе Плунге

Вытекает из озера Плателяй. Течёт на юг, в юго-западном направлении от Плунге. Впадает в Минию в 130 км от устья у деревни Стонаичяй. Ширина долины 100—150 м, ширина русла в верховьях 4-8 м, в низовьях 10-15 м. Длина 59 км, площадь бассейна 270 км². В Плунге река перекрыта дамбой, образующей пруд Гондингской ГЭС. Ниже гидроэлектростанции долина реки очень глубокая с крутыми склонами, а течение реки быстрое. Скорость течения около 0,2 м/с. Средний уклон составляет 1,8 м/км. Средняя скорость потока составляет 3,5 м/с.

## Притоки
- Левый берег: Иешналис, Уошна, Пьетве, Черкшне.
- Правый берег: Дирнупис, Лиепупе.

## Связанные объекты
В 15,5 км от устья находится Гандингская ГЭС и пруд площадью 87 га. Долина Бабрунгаса является частью Ландшафтного заповедника Гандингоса. Ниже Плунге, на правом берегу Бабрунгаса, возвышается холм Гандинга. Верховья реки являются частью Жемайтийского национального парка.
В честь реки назван футбольный клуб «Бабрунгас» из города Плунге.

## Населённые пункты
Населённые пункты у реки:
- Бабрунгенай
- Нугаряй
- Каспаришка
- Йовайшишке
- Бабрунгас
- Плунге
- Норишкяй
- Каушенай
- Прусаляй
- Стонайчяй

## Этимология
Название реки происходит от литовского babras («бобр»).

## Галерея

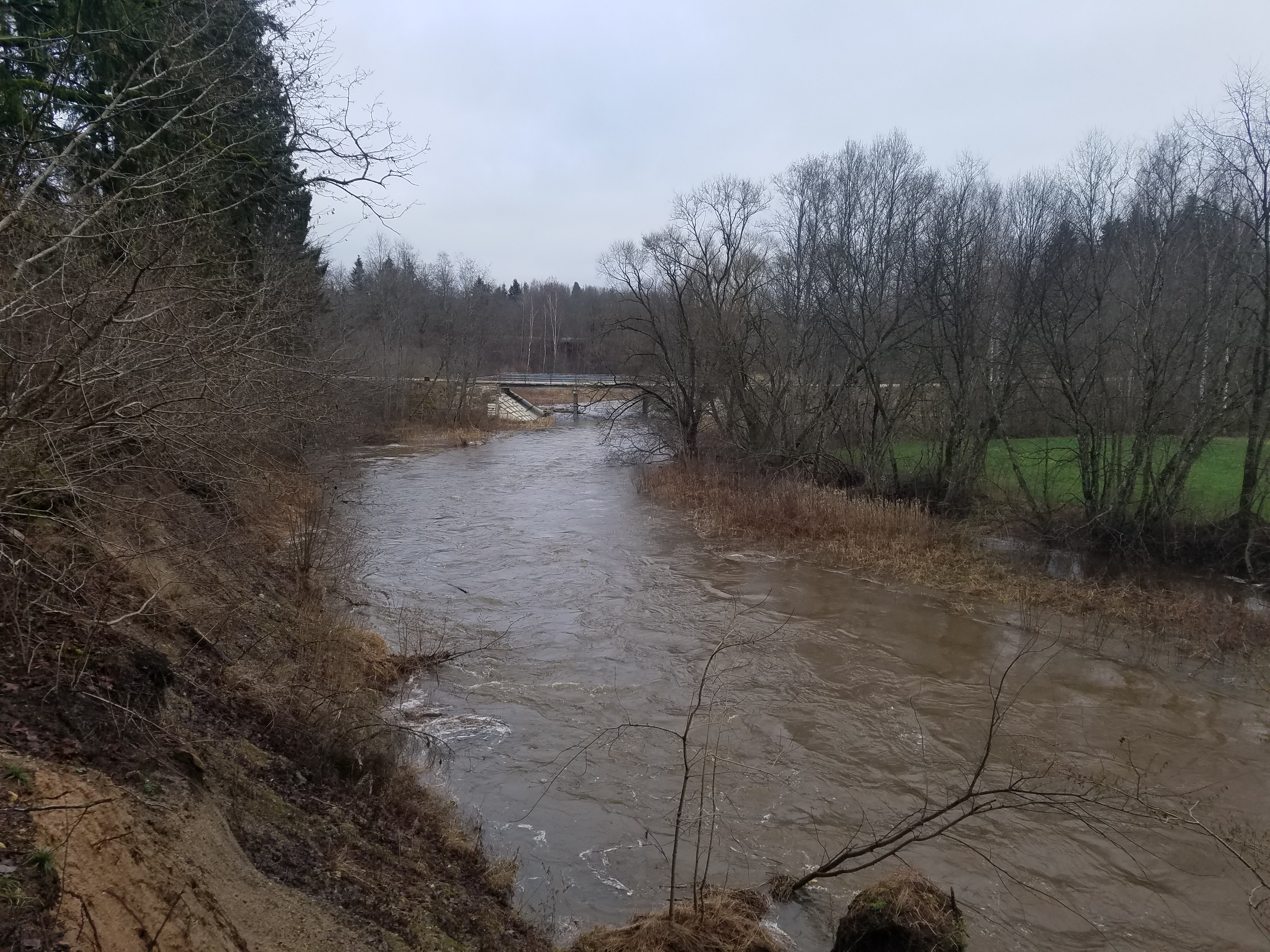
Бабрунгас возле Прусаляя
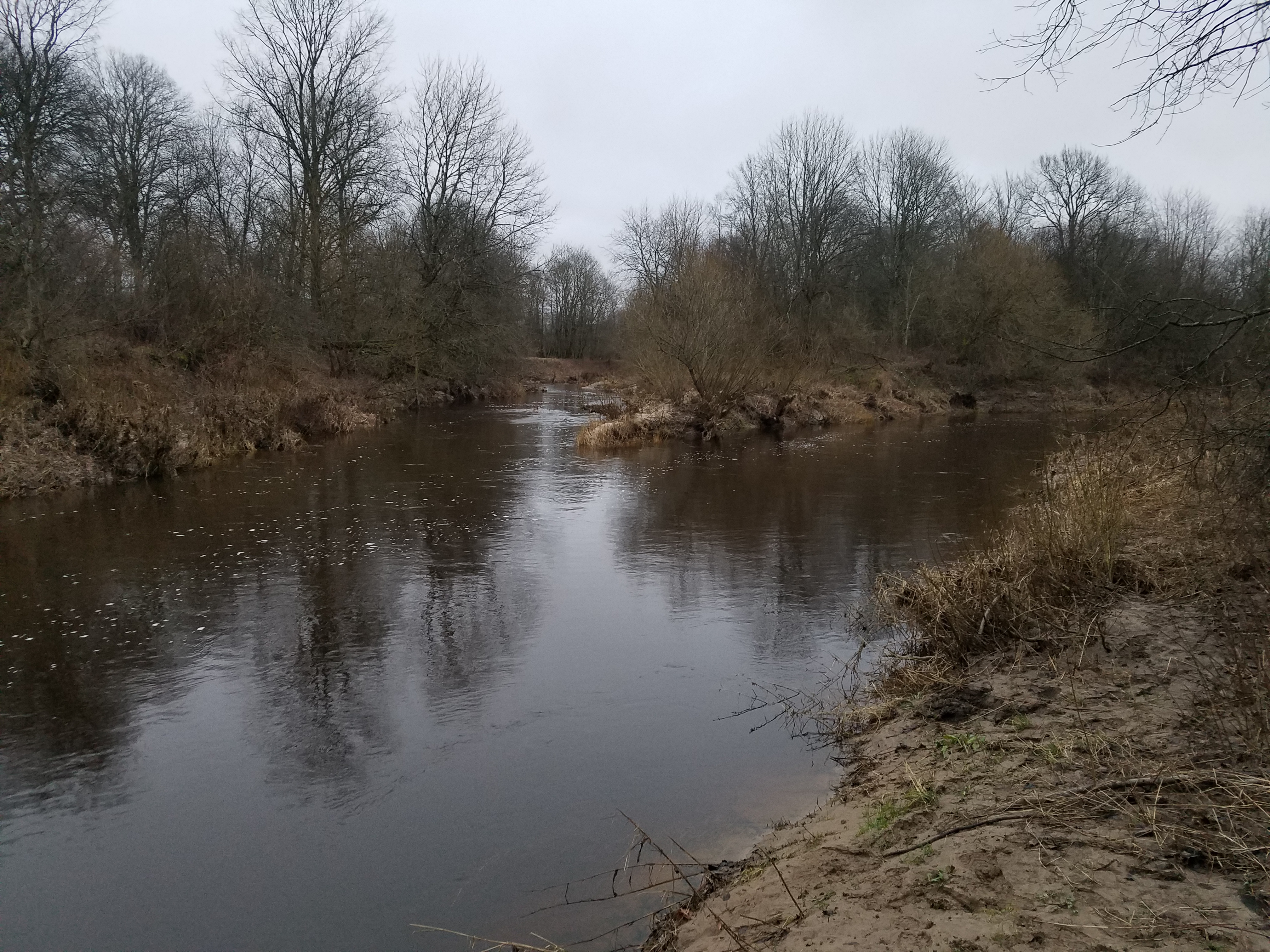
Место впадения в Минию
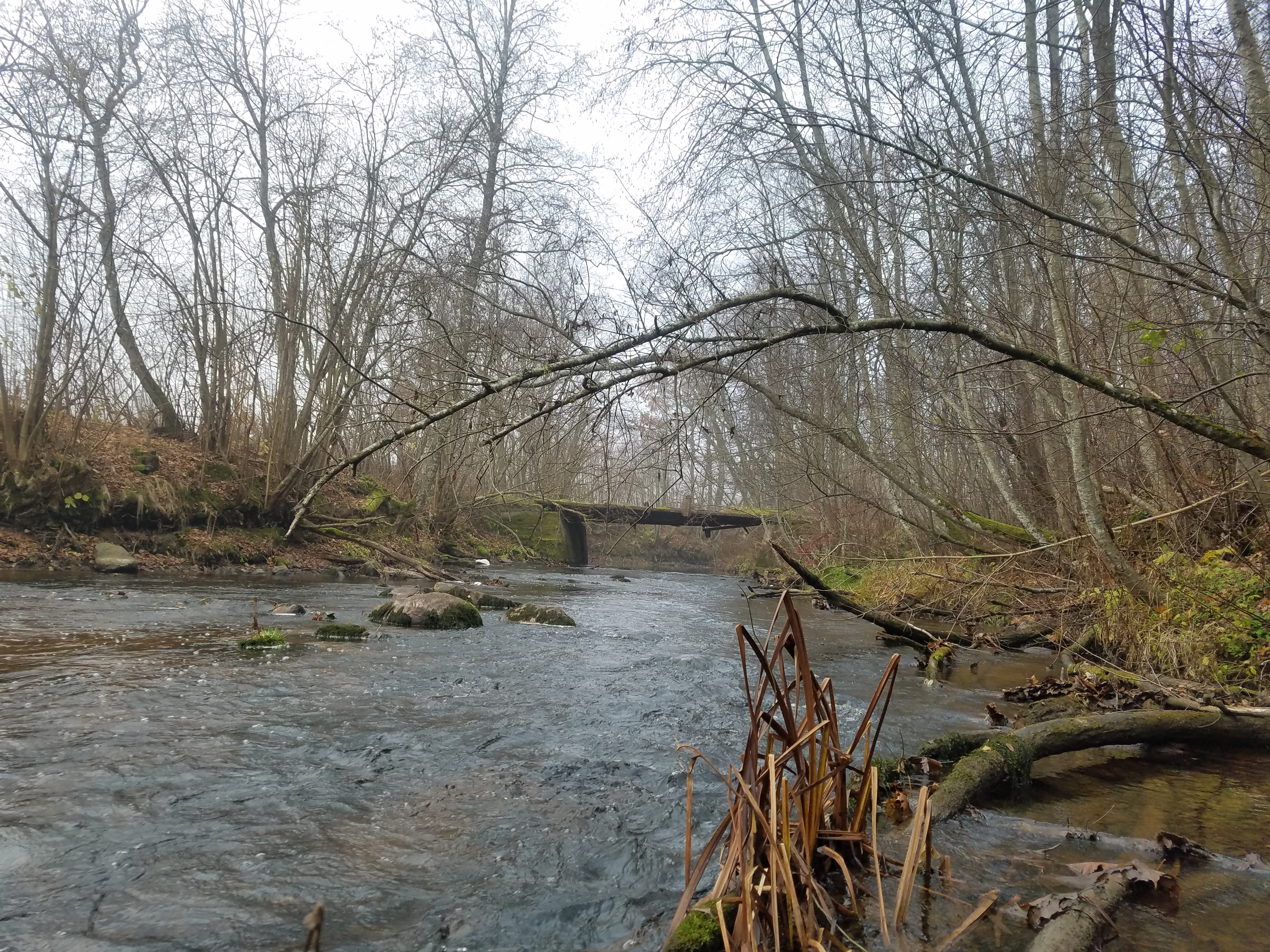
Бабрунгас возле Нугаряя